# Медон (О-де-Сен)
Медо́н (фр. Meudon) — місто та муніципалітет у Франції, у регіоні Іль-де-Франс, департамент О-де-Сен. Населення — 46 342 особи (01.01.2021).
Муніципалітет розташований на відстані близько 10 км на південний захід від Парижа, 11 км на південь від Нантера.

## Демографія
Динаміка населення (Cassini і INSEE ):
Розподіл населення за віком та статтю (2006):
| Стать | Всього | До 15 років | 15-24 | 25-44 | 45-64 | 65-85 | Понад 85 |
| --- | ------ | ----------- | ----- | ----- | ----- | ----- | -------- |
| Чоловіки | 21 275 | 4434        | 2481  | 6175  | 5280  | 2657  | 248      |
| Жінки | 23 449 | 4317        | 2552  | 6542  | 5599  | 3839  | 600      |
| \| Статево-вікова піраміда \| Статево-вікова піраміда \| Статево-вікова піраміда \| \| ----------------------- \| ----------------------- \| ----------------------- \| \| Чоловіки \| Вік \| Жінки \| \| 248 \| 85 + \| 600 \| \| 385 \| 80-84 \| 744 \| \| 724 \| 75-79 \| 960 \| \| 841 \| 70-74 \| 1097 \| \| 707 \| 65-69 \| 1038 \| \| 972 \| 60-64 \| 1128 \| \| 1299 \| 55-59 \| 1439 \| \| 1302 \| 50-54 \| 1439 \| \| 1707 \| 45-49 \| 1593 \| \| 1578 \| 40-44 \| 1798 \| \| 1678 \| 35-39 \| 1768 \| \| 1556 \| 30-34 \| 1641 \| \| 1363 \| 25-29 \| 1335 \| \| 1122 \| 20-24 \| 1210 \| \| 1359 \| 15-20 \| 1342 \| \| 1559 \| 10-14 \| 1481 \| \| 1464 \| 5-9 \| 1404 \| \| 1411 \| 0-4 \| 1432 \| |        |             |       |       |       |       |          |
| Статево-вікова піраміда |        |             |       |       |       |       |          |
| Чоловіки | Вік    | Жінки       |       |       |       |       |          |
| 248 | 85 +   | 600         |       |       |       |       |          |
| 385 | 80-84  | 744         |       |       |       |       |          |
| 724 | 75-79  | 960         |       |       |       |       |          |
| 841 | 70-74  | 1097        |       |       |       |       |          |
| 707 | 65-69  | 1038        |       |       |       |       |          |
| 972 | 60-64  | 1128        |       |       |       |       |          |
| 1299 | 55-59  | 1439        |       |       |       |       |          |
| 1302 | 50-54  | 1439        |       |       |       |       |          |
| 1707 | 45-49  | 1593        |       |       |       |       |          |
| 1578 | 40-44  | 1798        |       |       |       |       |          |
| 1678 | 35-39  | 1768        |       |       |       |       |          |
| 1556 | 30-34  | 1641        |       |       |       |       |          |
| 1363 | 25-29  | 1335        |       |       |       |       |          |
| 1122 | 20-24  | 1210        |       |       |       |       |          |
| 1359 | 15-20  | 1342        |       |       |       |       |          |
| 1559 | 10-14  | 1481        |       |       |       |       |          |
| 1464 | 5-9    | 1404        |       |       |       |       |          |
| 1411 | 0-4    | 1432        |       |       |       |       |          |

У міжвоєнний час у місті проживала значна громада вихідців із колишньої Російської імперії, зокрема, з українських земель[джерело?].

## Економіка
2010 року серед 28 628 осіб працездатного віку (15—64 років) 22 113 були активними, 6515 — неактивними (показник активності 77,2%, у 1999 році було 73,4%). З 22 113 активних мешканців працювало 20 286 осіб (10 353 чоловіки та 9933 жінки), безробітними було 1827 (934 чоловіки та 893 жінки). Серед 6515 неактивних 3154 особи були учнями чи студентами, 1583 — пенсіонерами, 1778 були неактивними з інших причин.

У 2010 році в муніципалітеті числилось 19454 оподатковані домогосподарства, у яких проживали 46457,5 особи, медіана доходів виносила 27 483 євро на одного особоспоживача

## Відомі жителі
- Родцевич-Плотницький Леонтій Леонтійович — генеральний хорунжий армії Української Держави. Помер у місті.
- Андре Юнебель (1896—1985) — французький режисер пригодницького та комедійного кіно, сценарист, кінопродюсер.

В XIX сторіччі Медон був меккою для художньо обдарованої молоді. Тут жили письменник Мопассан, художники П'єр-Огюст Ренуар, Едуард Мане, скульптор Роден (у місті знаходиться національний музей Родена).

## Галерея зображень

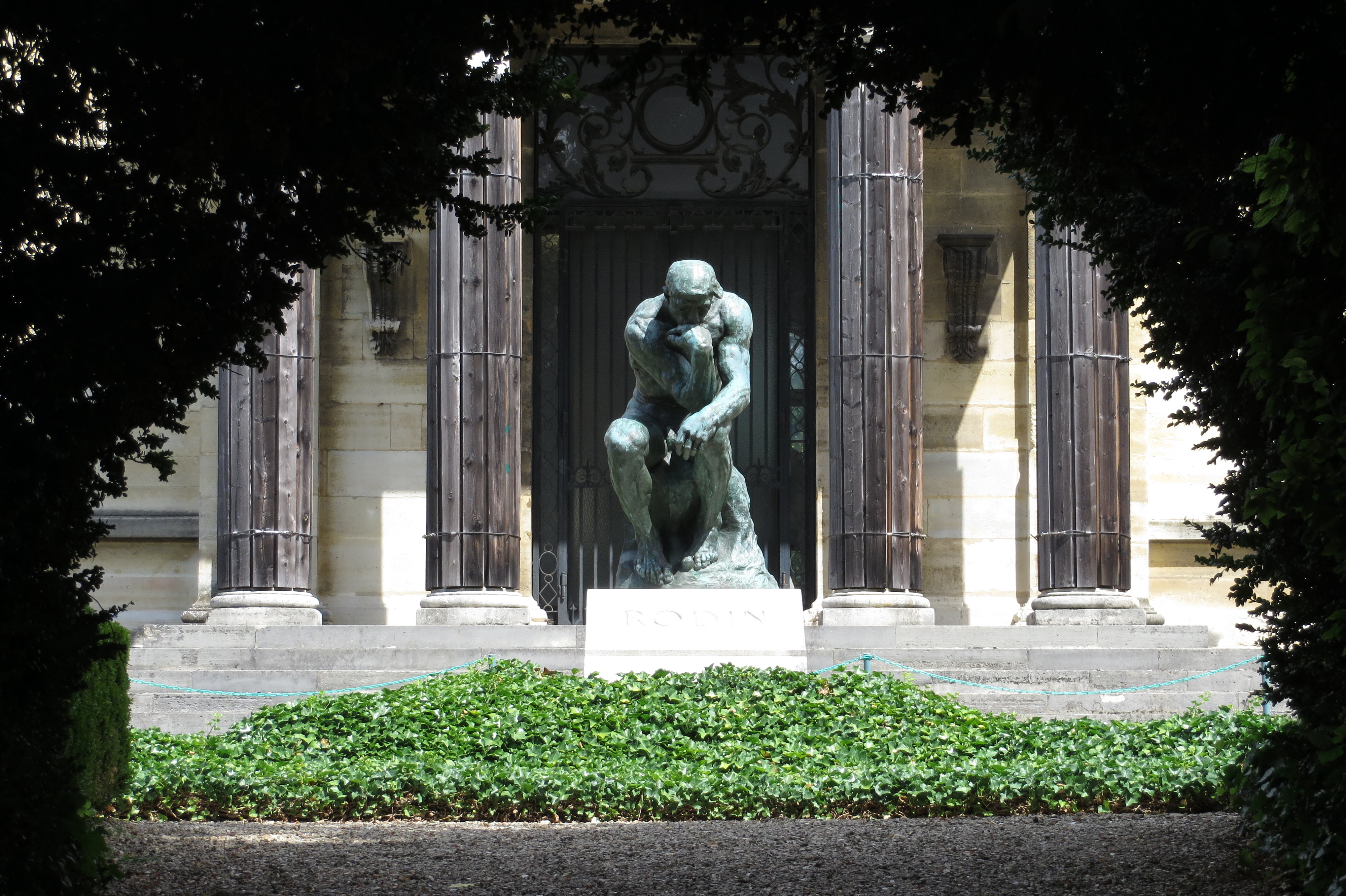
Могила Родена поблизу входу в музей Родена